# Norma Alarcón
Norma Alarcón (Frontera, 30 de noviembre de 1943) es una escritora chicana, profesora, y publicista en EE. UU. Fue fundadora del Third Woman Press y una figura mayor del feminismo chicano.

## Biografía y escolarización
Norma Alarcón es originaria de Villa Frontera, Coahuila, México, el 30 de noviembre de 1943. En 1955, con su familia, emigraron a San Antonio, Texas con el fin de encontrar trabajo, y se establecieron en Chicago, Illinois a finales de ese mismo año. Allí, su padre trabajó como obrero metalúrgico y su madre como empacadora de golosinas para Marshall Fields.
Alarcón se graduó de la escuela católica Santo Tomás el Apóstol, en el año 1961 como miembro de la Sociedad Nacional de Honor; y comenzó sus estudios terciarios universitarios en la Universidad De Paul, pero se fue en 1962, para casarse con su primer marido. En 1964, tuvo a su único hijo, Joe McKesson. Más tarde, Alarcón regresó a la Universidad de Indiana, en Bloomington, graduándose Phi Beta Kappa en 1973 con una licenciatura en literatura española y una especialización en literatura comparada. Luego entró en el programa del doctorado en literatura española, en la Universidad de Indiana. A pesar de las presiones combinadas de atravessar su primer divorcio, la crianza de un hijo, y ganarse la vida, siguió trabajando en su programa de doctorado, y asimismo fundó Third Woman Press en 1979 y completó su tesis, en 1983 “Ninfomanía: El Discurso feminista en la obra de Rosario Castellanos,” un estudio teórico de la crítica literaria feminista mexicana.
Alarcón enseña en el Departamento de Lenguas Extranjeras de la Universidad Purdue en Indiana, desde 1983 hasta que recibió la Beca Postdoctoral Rectores de la Universidad de California en Berkeley, y en 1987 fue contratada por el Departamento de Estudios Étnicos. En 1993, recibió la permanencia allí.
Norma Alarcon fue profesora de Estudios Comparados étnicos, e indígenas, Estudios de la Mujer, y de castellano en la UC Berkeley, así como fundadora y editora de la Third Woman Press, que comenzó como un diario en el año 1979, cuando se dio cuenta de que "no había suficientes mujeres de color o latinas para así tener una conversación." Después de imprimir alrededor de seis números de la revista: cada uno centrado en una región geográfica distinta de los Estados Unidos, y luego se transformó tal proyecto en la prensa independiente, en 1987. Así publicó más de treinta libros y antologías, hasta que dejó de publicarse en 2004, cuando Alarcón tuvo una crisis de salud que la dejó sin tiempo para continuar con su trabajo voluntario no remunerado con la prensa, y también la llevó a retirarse de la Universidad.

## This Bridge Called My Back (Esta puente,llamado mi espalda)
Alarcón tiene una larga historia con "This Bridge Called My Back", una antología de escritos radicales de negras. En 1981, publicó un ensayo, con edición de "Persephone Press" Bridge llamado “Chicana’s Feminist Literature: A Re-vision Through Malintzin/or Malintzin: Putting Flesh Back on the Object.” (Literatura Feminista Chicana: una re-visión a través de Malintzin / o Malintzin: poner la carne de vuelta en el objeto) Como fundadora de Third Woman Press, Alarcón publicó la tercera edición de This Bridge Called My Back de 2002 a 2008. También coeditó la traducción al castellano, Esta puente, mi espalda: Voces de mujeres tercermundistas en los Estados Unidos, junto con Cherríe Moraga, y Ana Castillo.

## Otras publicaciones
- norma Alarcón. 1992. Ninfomanía. Vol. 73 de Pliegos de ensayo. Edición ilustrada de Pliegos, 172 pp.

- 1990. Literatura femenina chicana y mexicana: Entrevista con Antonio Annino; Quevedo y la imprenta; Patricio Aylwin en el Colegio de México. Editor El Colegio de México. 47 pp.

- ana Castillo, Cherríe Moraga. 1989. Third Woman. Vol. 4. Editor Third Woman Press, 189 pp. ISBN 0-943219-00-0, ISBN 978-0-943219-00-4

- 1986. Texas and More. Third woman 3 (1-2): 164 pp.

- 1984. Southwest/Midwest. Third woman 2 (1): 132 pp.

- 1984. Hispanic Women: International Perspectives. Third woman 2 (2): 130 pp.

- 1983. Rosario Castellanos ́feminist Poetics: Against the Sacrificial Contract. Editor Indiana University, 440 pp.

- sylvia Kossnar. 1980. Bibliography of Hispanic Women Writers. N.º 1 de Chicano-Riqueño Studies bibliography series. Editor Chicano-Riqueño Studies, 86 pp.